# 線斑鸚竺鯛
線斑鸚竺鯛（學名：Ostorhinchus lineomaculatus），又稱線斑鸚天竺鯛，為輻鰭魚綱鈎頭魚目天竺鯛科鸚竺鯛屬下的一個種，分布於中西太平洋印尼巴里島海域，深度8至32公尺，本魚體呈橢圓形，體稍側扁，頭大、眼大、口大且斜裂，頜齒細小，前鰓蓋骨邊緣有鋸齒，鰓蓋骨後緣棘不發達，體被弱櫛鱗，體色淡粉紅色，腹部銀白色，頭部及腹部帶有綠色金屬光澤，體中央有一條黑色縱紋，體下部有數條暗色的垂直條紋，尾鰭基部有一個瞳孔大小的黑色斑點，背鰭2個，尾鰭叉形，背鰭硬棘8枚、背鰭軟條9枚、臀鰭硬棘2枚、臀鰭軟條8枚，體長可達6.5公分，棲息在有遮蔽的岩礁區，夜間成群活動，屬肉食性，繁殖期時，雄魚具有口孵習性，卵約7日化成仔魚，由雄魚吐出，具短暫的仔魚飄浮期，生活習性不明。